# Time History of Events and Macroscale Interactions during Substorms
Pour les articles homonymes, voir Thémis (homonymie).

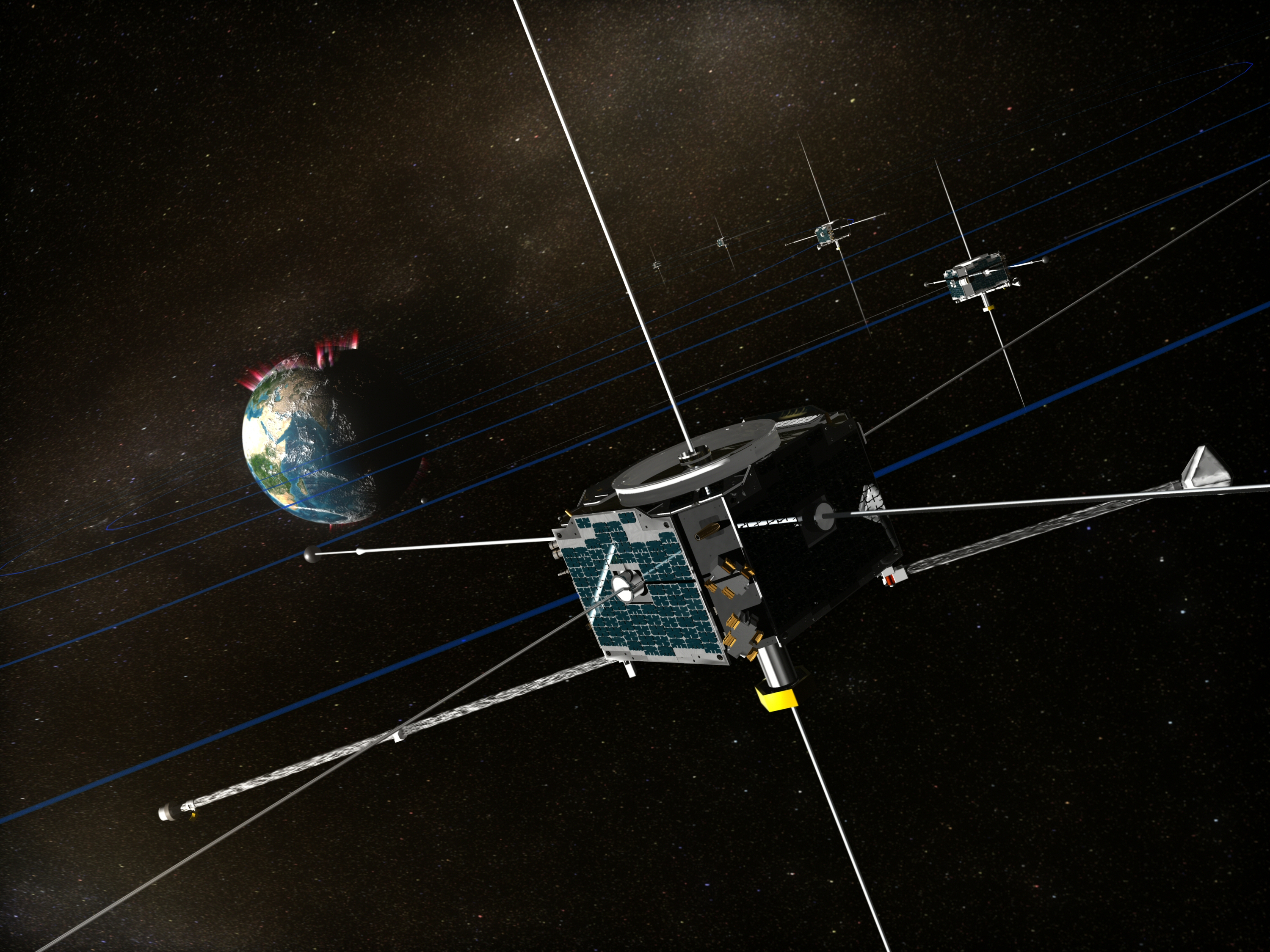
Un satellite THEMIS en orbite (vue d'artiste)

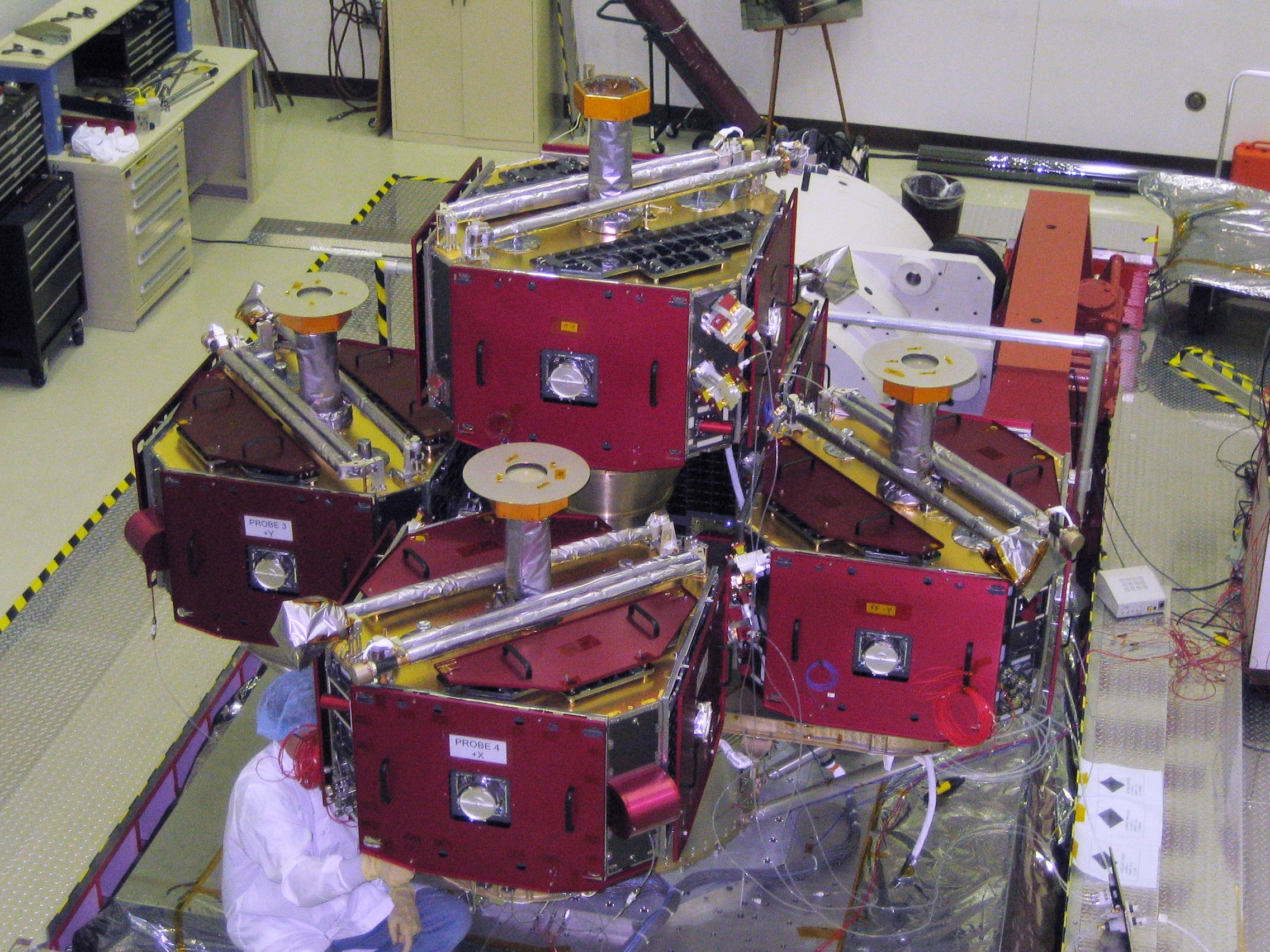
Les cinq satellites THEMIS en cours d'installation sur leur fusée porteuse

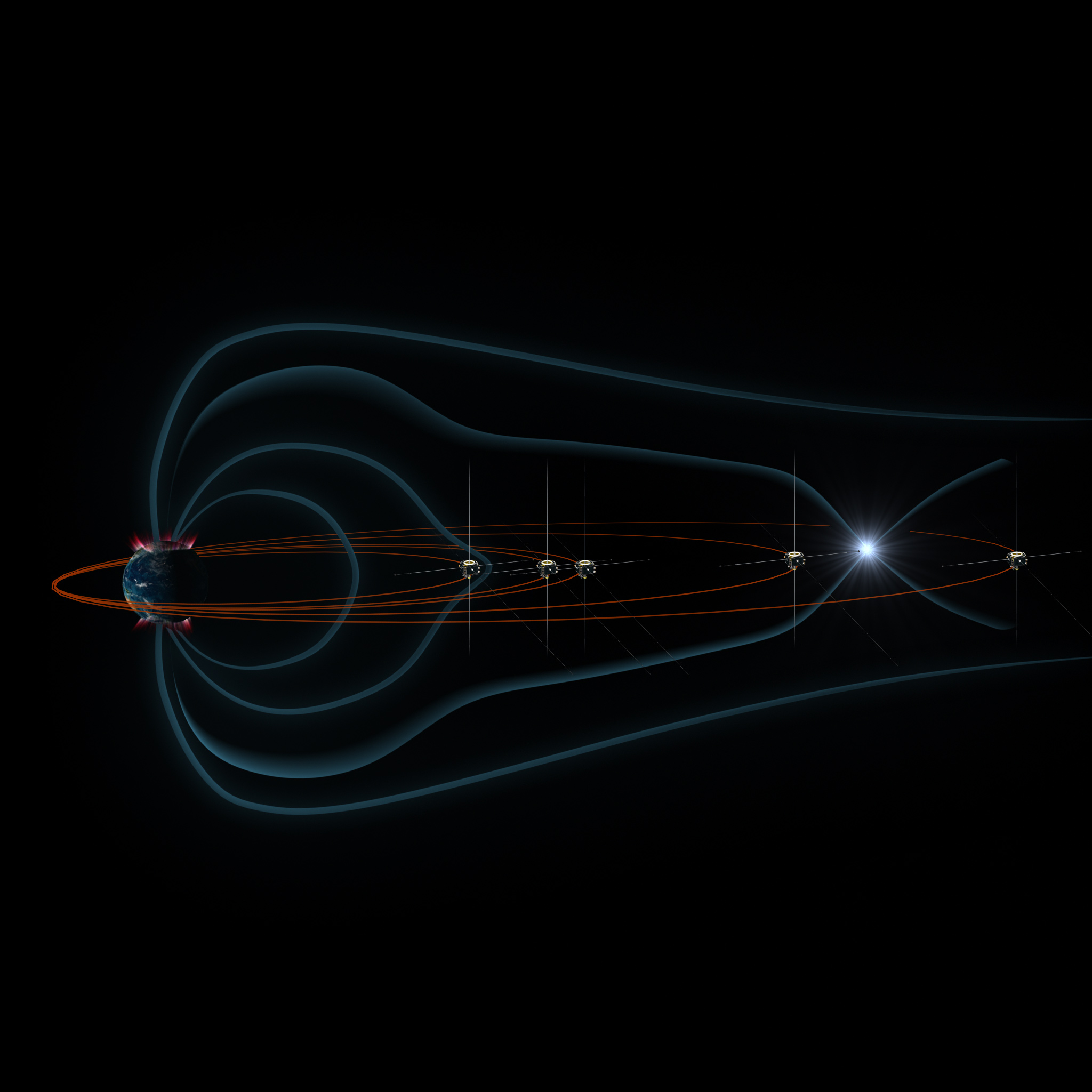
Les orbites des cinq satellites THEMIS

Time History of Events and Macroscale Interactions during Substorms, en abrégé THEMIS, est une mission de la  NASA constituée de cinq petits satellites chargés d'étudier les décharges d'énergie dans la magnétosphère terrestre à l'origine des aurores polaires. Les satellites THEMIS ont été lancés le 17 février 2007 par une fusée Delta II,. THEMIS fait partie du programme Explorer qui rassemble des missions scientifiques. C'est la cinquième mission de taille moyenne du programme.

## Caractéristiques des satellites THEMIS
Chaque satellite, qui pèse 126 kg dont 49 kg de carburant, emporte la même charge scientifique comportant :
- un magnétomètre fluxgate (FGM) qui mesure le champ magnétique situé en arrière-plan ;
- un analyseur électrostatique  (ESA) qui  mesure les ions et électrons thermiques ;
- un télescope (SST)  qui mesure les fonctions de distribution des particules énergétiques ;
- un magnétomètre search-coil (SCM)  qui mesure les fluctuations et les vagues de champ magnétique de faible fréquence ;
- un instrument à champ électrique (EFI) qui  mesure le champ électrique de la Terre.

## Description de la mission
La mission THEMIS a pour objectif de déterminer le processus physique à l'origine des violentes explosions d'énergie caractérisées par les aurores polaires qui apparaissent dans la magnétosphère terrestre. La mission a une durée initiale de 2 ans. La compréhension et la prévision de la météorologie spatiale est importante pour l'environnement dans lequel opèrent les astronautes et les engins spatiaux et assurer leur sécurité. Les phénomènes à l'origine des aurores polaires peuvent paralyser les télécommunications et générer des radiations dangereuses. Les tempêtes d'énergie étudiées prennent leur origine dans de toutes petites régions de l'espace et s'étendent en quelques minutes sur d'immenses régions de la magnétosphère. Pour parvenir à déterminer le point de départ, la NASA a eu recours à une constellation de satellites placés sur des orbites qui permettent de combiner leurs observations une fois tous les 4 jours. Des stations terrestres sont également mobilisées pour compléter les données recueillies par les satellites.

## Extension
Le 19 mai 2008 le laboratoire des sciences spatiales de Berkeley a annoncé que la NASA avait décidé d'étendre la durée de la mission jusqu'en 2012. La NASA a approuvé le déplacement de THEMIS B et C en orbite lunaire sous la désignation de mission Artemis. Les deux satellites Artemis 1 et Artemis 2 se placent avec succès sur une orbite lunaire en 2011.

## Résultats
En juillet 2008 les données collectées par THEMIS a permis de fournir une explication cohérente du phénomène des  aurores polaires. Les scientifiques ont en effet localisé la source de ces phénomènes dans des explosions d'énergie magnétique se produisant à un tiers de la distance qui séparent la Terre de la Lune. Ils sont ainsi provoqués par des « reconnexions » entre les cordes magnétiques géantes reliant la Terre au Soleil qui stocke l'énergie des vents solaires.

### Sources
- (en) Cet article est partiellement ou en totalité issu de l’article de Wikipédia en anglais intitulé « THEMIS » (voir la liste des auteurs).